# Alfabeto cirílico sérvio
Este alfabeto moderno não deve ser confundido com o histórico Alfabeto sérvio.
O alfabeto cirílico sérvio (em sérvio: српска ћирилица, srpska ćirilica, literalmente "alfabeto cirílico sérvio") é um dos dois alfabetos utilizados para a escrita da língua sérvio - o outro é o alfabeto latino (em sérvio: latinica, латиница ). É uma renderização do alfabeto cirílico especialmente para o sérvio, e foi atualizada em 1818 pelo linguista sérvio Vuk Karadžić. O alfabeto foi adotado oficialmente desde século 9 durante a cristianização dos sérvios por Cirilo e Metódio.
Karadžić baseou seu alfabeto no cirílico, a partir do princípio simples de "escrever como se fala e ler como se escreve" (em sérvio: Пиши као што говориш и читај како је написано, Piši kao što govoriš i čitaj kako je napisano). Os alfabetos cirílicos e latinos usados no sérvio são quase que inteiramente intercambiáveis, com determinados dígrafos do latino, como ǈ, ǋ, e ǅ contando como letras individuais.
O alfabeto cirílico é visto como mais tradicional, e tem o status de oficial na Sérvia e na Republika Srpska ("República Sérvia", parte da Bósnia e Herzegovina). No decorrer do século XX o alfabeto latino passou a ser usado com mais frequência, especialmente em Montenegro, onde é predominante atualmente[carece de fontes?]. O alfabeto cirílico também tem status oficial na Bósnia e Herzegovina, a nível federal, no distrito de Brčko e na Federação da Bósnia e Herzegovina.
O alfabeto cirílico sérvio também era uma das duas formas de escrita oficiais utilizadas para escrever o idioma servo-croata, utilizado na Iugoslávia desde a sua criação, em 1918, apesar de tentativas do rei Alexandre da Iugoslávia de abolir a sua versão cirílica. Com o colapso da República Socialista Federativa da Iugoslávia, na década de 1990, o servo-croata deixou de ser utilizado oficialmente.
O alfabeto cirílico sérvio, juntamente com as obras de Krste Misirkov e Venko Markovski, foi utilizado como base para o alfabeto macedônio.[carece de fontes?]

## O alfabeto
A seguinte tabela mostra as formas maiúsculas e minúsculas do alfabeto cirílico sérvio, juntamente com o seu equivalente no alfabeto latino sérvio e no alfabeto fonético internacional para cada letra:
| Alfabeto cirílico Alfabeto latino AFI | А а A /a/ | Б б B /b/ | В в V /ʋ/  | Г г G /g/  | Д д D /d/ | Ђ ђ Đ /dʑ/ | Е е E /ɛ/  | Ж ж Ž /ʒ/  | З з Z /z/   | И и I /i/ |
| Alfabeto cirílico Alfabeto latino AFI | Ј ј J /j/ | К к K /k/ | Л л L /l/  | Љ љ Lj /ʎ/ | М м M /m/ | Н н N /n/  | Њ њ Nj /ɲ/ | О о O /ɔ/  | П п P /p/   | Р р R /r/ |
| Alfabeto cirílico Alfabeto latino AFI | С с S /s/ | Т т T /t/ | Ћ ћ Ć /tɕ/ | У у U /u/  | Ф ф F /f/ | Х х H /x/  | Ц ц C /ts/ | Ч ч Č /tʃ/ | Џ џ Dž /dʒ/ | Ш ш Š /ʃ/ |

O alfabeto cirílico sérvio cursivo está ilustrado abaixo (a ordem das letras corresponde à utilizada na tabela anterior):

## Letras exclusivas do alfabeto cirílico sérvio

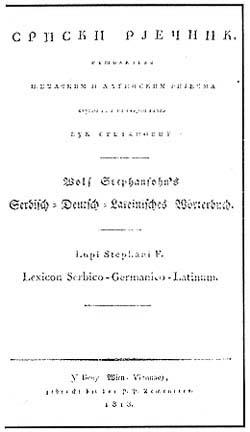
Dicionário sérvio de Vuk Stefanović Karadžić, impresso em 1818.

As ligaduras <Љ> e <Њ>, juntamente com <Џ>, <Ђ> e <Ћ> foram desenvolvidas exclusivamente para o idioma sérvio.
- Vuk Karadžić baseou as letras <Љ> and <Њ> num desenho de Sava Mrkalj, que combinava as letras <Л> (L) e <Н> (N) com o "sinal suave" (Ь).
- Para criar o <Џ> Karadžić baseou-se numa letra do alfabeto cirílico romeno.
- O <Ћ> foi adotado por Karadžić para representar a africada surda alveopalatal (AFI: /tɕ/). A letra foi adaptada da antiga letra Djerv, 12ª letra do alfabeto glagolítico, e está em uso no sérvio escrito desde o século XII para representar /gʲ/, dʲ/ e /dʑ/.
- Karadžić adotou um desenho de Lukijan Mušicki para a letra <Ђ>, baseado na letra <Ћ>.
- A letra <Ј> foi adotada diretamente do alfabeto latino.
- <Љ>, <Њ> e <Џ> foram posteriormente adotadas para o uso no alfabeto macedônio.

## Diferenças com outras versões do cirílico

Letras no alfabeto cirílico comum (esquerda), no itálico russo (meio) e no itálico sérvio (direita).

- O alfabeto cirílico sérvio não utiliza nem o "sinal forte" russo/búlgaro ă (ъ) nem o "sinal suave" (ь), porém o utiliza nas ligaduras mencionadas anteriormente.
- O alfabeto cirílico sérvio não apresenta o Э do russo e do bielorrusso, as semivogais Й e ў, nem as letras palatalizadas Я, Є (o e ucraniano), Ї (yi), Ё (yo russo) ou Ю (yu), e todos estes fonemas são grafados como duas letras separadas: Ja, Je, Jи, Jo, Jy. O J é usado como semivogal.
- A letra Щ não é utilizada. Quando necessário, é transliterada tanto como ШЧ (em palavras de origem eslávica-oriental) ou ШT (em palavras de origem búlgara).
- As formas itálicas e cursivas das letras minúsculas б, п, г, д, т e ш, no sérvio e no macedônio diferem consideravelmente das formas utilizadas em outros alfabetos cirílicos. Isto pode oferecer um problema para os modelos Unicode, na medida em que os caracteres diferem apenas nas sua versões em itálico, e historicamente as letras não-itálicas foram sempre usadas nas mesmas posições no código. A tipografia profissional sérvia utiliza fontes criadas especialmente para o idioma, para contornar o problema, porém textos escritos na maioria dos computadores ainda oferecem problemas.[1]